# ローイング競技

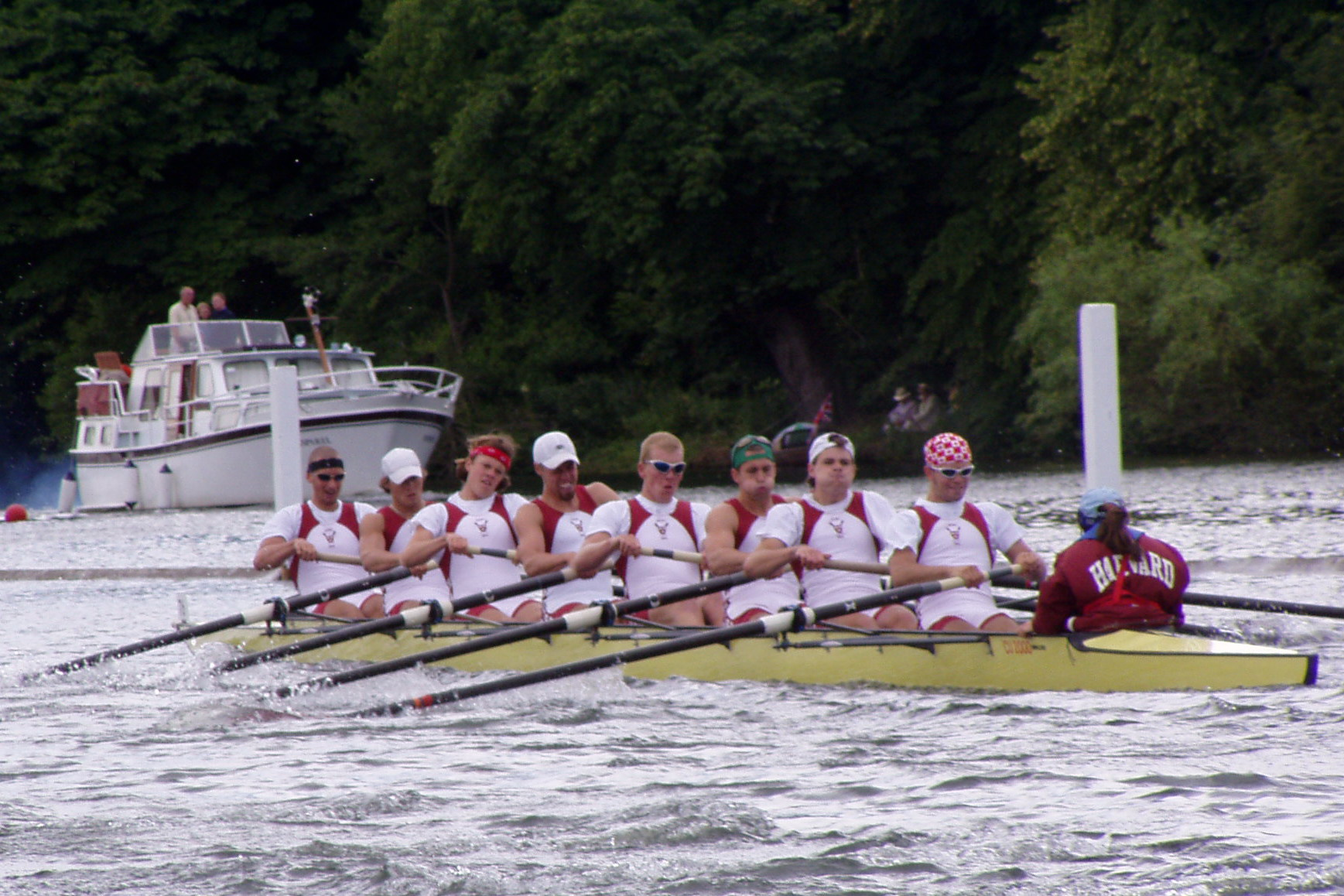
8+　エイト

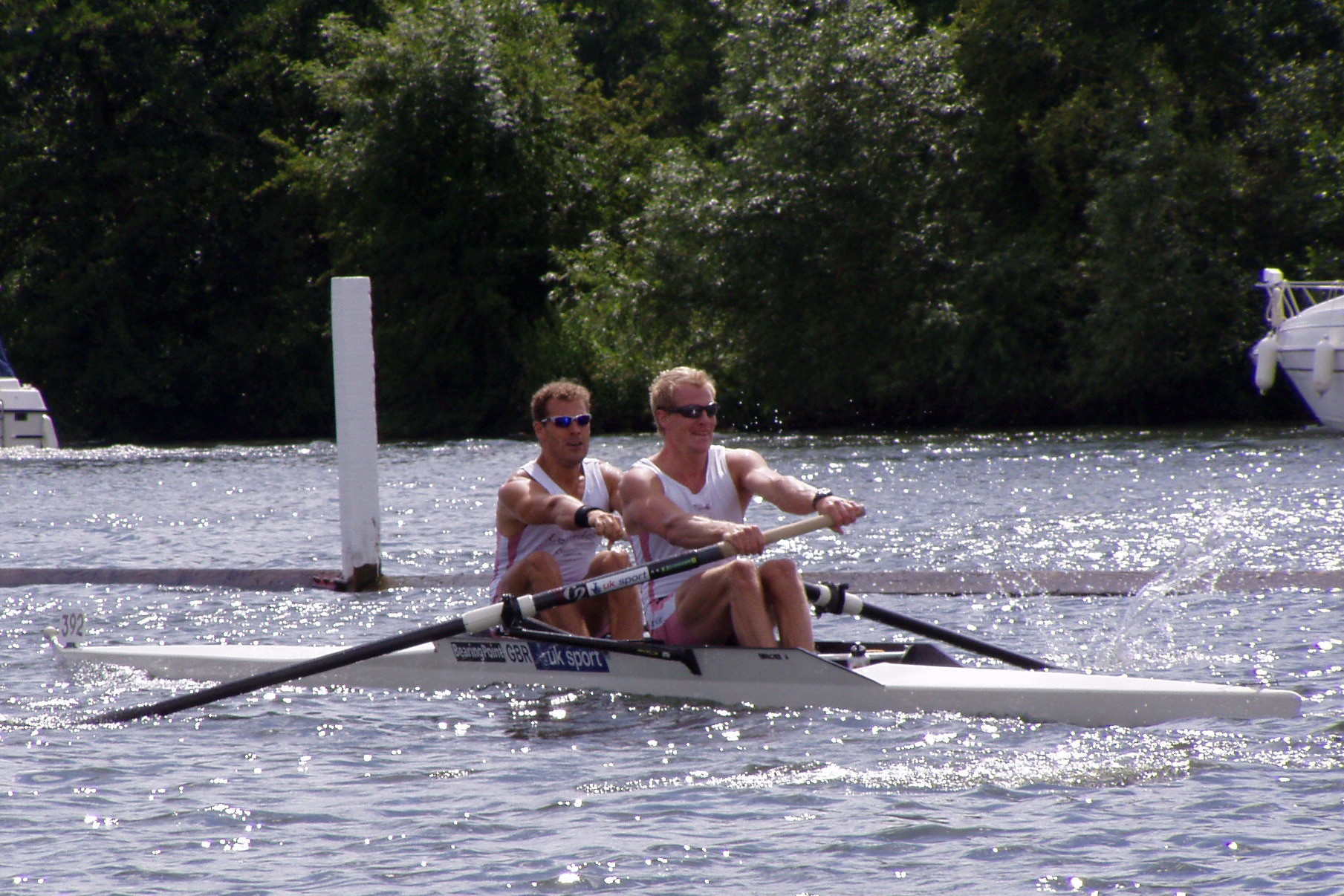
2-　舵手なしペア

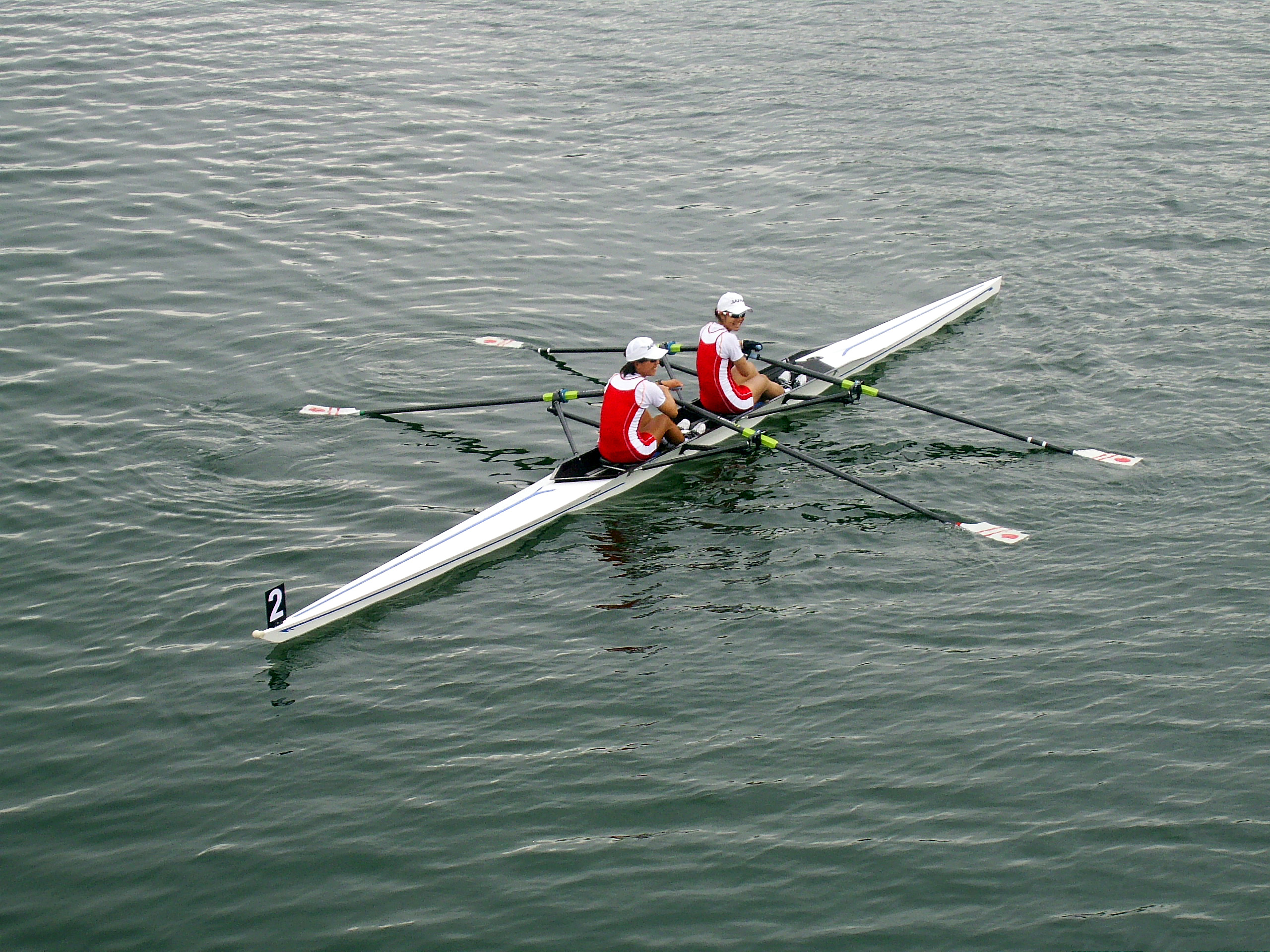
2x ダブルスカル

ローイング競技（ローイングきょうぎ、英語：rowing）は、漕艇（）、端艇（）、競漕（）、手漕ぎボート競技（てこぎボートきょうぎ）とも呼び、座席（シート）が前後に動きオールを使って脚力で進む船でレースをする競技である。
日本語の競技名は「ボート競技」であったが、競技を統括する国際競技連盟にあたる組織であるWorld Rowing（国際ローイング連盟）が団体名と競技名を「ローイング」としており、ボートレースを愛称として使っている競艇との混同も避けるため、2023年1月に競技名を「ローイング」に変更し（日本ボート協会は日本ローイング協会に変更）、2024年4月発効の「競漕規則・細則」での表記も「ローイング」に変更された。

## 歴史

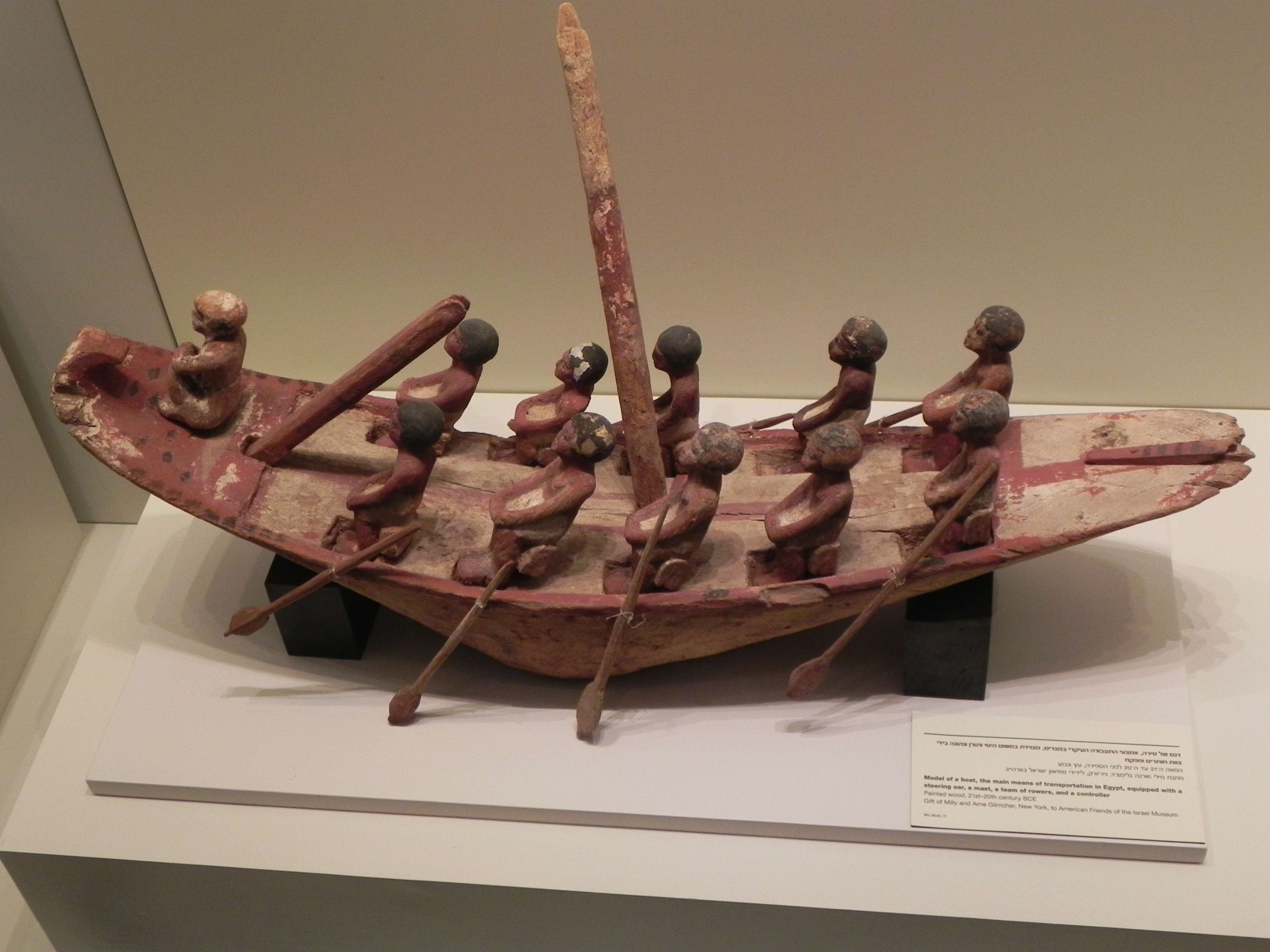

交通や戦争の手段として考えると、古代にまでその歴史をさかのぼることができる。その頃からスポーツとしての性格は現れてきていたようで、紀元前1430年のエジプトのある碑文には、アメンホテプ2世はボート選手としての功績も有名であったと記録されている。近代のローイング競技の始まりは1716年にロンドンで行われたDoggett's Coat and Badge Race と言われているが、14世紀にゴンドラを使ったレースがヴェネツィアで行われたという記録もある。オリンピックにも第1回アテネ大会（男子）、第21回モントリオール大会（女子）から採用されており、歴史は古い（ただし、第1回アテネ大会では悪天候により競技は実施されなかった）。日本に輸入されてきたのは1866年で、横浜山下町に外人ボートクラブが創立されたのが始まりといわれている。

## 競技内容
水上でボートに乗って、ある一定の距離をオールを使って漕ぎ順位を競う。ルールは単純であるが、競技の特性上自然条件・天候などに大きく左右されやすく奥が深い。競技大会はレガッタともいう。レガッタは、ヨットなど水上スポーツ大会を指す言葉としてももちいられ、語源はゴンドラの競漕に由来する。

### 種目
ボートにはさまざまな種類がある。大きく分けて、大きいオールを1人1本持って漕ぐスウィープ種目（英語: Sweep rowing）と、小さいオールを1人2本持って漕ぐスカル種目（英語: Sculling）の2つがある。一般に、同じ漕手数の艇の場合、スウィープよりスカルのほうが高速。
また、体重によって軽量級とオープン種目に分かれる。
エイト (8+)
スウィープ艇で、8人の漕手と1人の舵手が乗る。ローイング競技の中では最大の人数で、最も高速。
フォア (4−, 4+)、クォドルプル (4×, 4×+)
4人で漕ぐ種目には、スウィープ艇として舵手付きフォア(4+)、舵手なしフォア(4−)、スカル艇では舵手付きクォドルプル (4×+) と舵手なしクォドルプル(4×) の4種目がある。高校生の競技では舵手付クォドルプルがもっとも人数が多い。
ペア (2−, 2+)、ダブルスカル (2×)
2人で漕ぐ種目にはスウィープ艇として舵手なしペア(2−)、舵手付きペア(2+)、スカル艇としてはダブルスカル(2×) がある。
シングルスカル (1×)
1人で漕ぐ、ローイング競技の中で唯一の個人種目。
上記で、「+」は舵手つき種目、「−」は舵手なし種目、「×」はスカル種目を指す。

### 距離
国際大会では2000メートルにて競われる。日本国内では1000メートルでのレースも多いが、これは直線距離2000メートルを河川湖で確保することが困難であることが事情として挙げられる。また、国内で最も有名な早慶レガッタは3000メートルで行われているが、コースは自然の河川を利用して行われており、ヘッド・レースと呼ばれている。

## クルー（ポジション）
クルーとはいわゆるチームのことである。またチームの中で使う場合は選手一人一人を指す。ここでは、後者の使い方をする。
バウ（Bow、舳手、記号B）
船首に最も近い漕手。漕手全員の方を向いているので、声をかけて盛り上げたり、アドバイスをしたりと、クルーをリードする。艇の上下動が最も激しく、また漕ぎのタイミングを合わせるのも難しいため、技術に長けた者が置かれる。
ミドルクルー（Middle Crew、記号2–7）
ストロークとバウにはさまれた漕手。船首に近い方が数字が小さい。エンジンルームとも呼ばれ、最も筋力や持久力のある選手が置かれる。
ストローク（Stroke、整調、記号S）
船尾に最も近い漕手。漕手全員がストロークのオールの動きを見るので、クルー全体の漕ぎのピッチをコントロールする重要な役割。経験豊富な者が置かれる。
コックス（Cox、舵手、記号C）
最後尾で前向きに乗り、（外国艇などでは一番前に乗ることもある）最短距離で航走できるよう舵を取る選手。ただし舵を切ると抵抗になるため、各クルーが左右バランスよく漕げるよう指示することも重要。その他、ピッチ（レート、ペース配分）を考えてクルーに指示したり（舵手の指示は絶対である）、タイムを計ったり、スパートを入れたりしてクルーを引き締め盛り上げる、艇のリーダー的な役割。多くのレースにおいて、コックスは漕手の性別に関係なくどの性別でも務めることができる。少しでも重量を減らすため、小柄な者が置かれることが多い。
複数の選手をまとめて呼ぶこともある。
バウペア・ストロークペア
それぞれ船首・船尾に近い漕手2人
バウフォア・ストロークフォア
それぞれ船首・船尾に近い漕手4人
アウトペア[エッジペア、エンドペア]
船首・船尾に最も近い漕手2人（整調・バウ）

## 用具
ローイング競技には以下のような用具が不可欠である。

### 艇
競技用の艇は公園にある手漕ぎボート等に比べてかなり細く、長い。このような艇はシェル艇と呼ばれる。ただしナックル艇（後述）と区別する必要があるとき以外はわざわざシェル艇と呼ぶことは少ない。速度が出る反面、ナックル艇に比べて安定性が悪く、特に一番安定性が悪いシングルスカルはバランスを崩すと容易に沈（艇が転覆・浸水すること）に至る。艇の種類は大まかに
- 漕手の数：1、2、4、8
- 舵手の位置：舵手なし、トップコックス（船首に舵手が乗る。エイト、ナックル以外では一般的）、スタンコックス（船尾に舵手が乗る）

で分けられる。漕手の数が2、4人の艇は、リガーを付け替えることによってスウィープ種目とスカル種目の両方に使用できる構造のものが多い。
日本独自に生まれた艇としてナックル艇がある。これは船底が公園などの手漕ぎボートに近い角張った形をしており、シェル艇に比べて速度が出ない反面、安定性が高い。一般的には初心者の練習用に使用される。ナックル艇はシェル艇に比べて格段に重いため、運搬にはクルー以外の補助を必要とする。
なお、種目ごとに最低重量の基準が設けられている。

### オール
競技用のオールはスカル用は3メートル弱、スウィープ用は3メートル70センチ強の長さで、50センチメートル程度のブレードをもつ。ブレード形状は左右非対称のビッグブレード型が一般的。スカル競技のオールはスウィープ競技のものに比べて短く、ブレードも小さい。

### 用具メーカー
現在、日本国内唯一の製造メーカーは桑野造船株式会社（滋賀県大津市）。
ボート関連用具の販売店（輸入販売含む）は次の通り。
- エイティズ
- 桑野造船株式会社
- ザーグ・プロジェクト
- シーピーシー研究所
- スターラインジャパン
- ストローカージャパン
- デルタジャパン
- トーリン
- 西村ローイングシェル工房
- 日本サイクス
- フラットウォーター
- ボートハウスジャパン
- ボートハウスミネルバ
- ロングレンジ
- J2 ローイングセンター
- ローイング・ビート

## オリンピックと世界選手権
オリンピックのローイング競技、世界ローイング選手権参照。
それぞれ開催されている種目の数が違う（オリンピックが14種目、世界ローイング選手権が23種目）。ローイング界ではオリンピックに重きがおかれていることが多い。

## 団体
- 国際ローイング連盟(FISA)
  - 日本ローイング協会(JARA)
- 全国ボート場所在市町村協議会

## 国内
欧米諸国に比べると知名度が低く競技人口も少ない日本のローイング競技であるが、テレビ番組などでメディア露出の機会は増えてきており、徐々に認知度は上がってきている。2005年8月には岐阜県の長良川国際レガッタコースでアジア初の世界選手権が開催された。

### 大学
豊富な練習時間と多くの部員に恵まれる大学のローイング競技界は日本のローイング競技を牽引する存在である。多くの大学の部員は合宿所を併設した艇庫で生活し、始業時間前の早朝と授業後の夕方に練習する。毎年戸田漕艇場で開催されている全日本級の大会（全日本軽量級選手権・全日本大学選手権・全日本選手権・全日本新人選手権）には、全国各地から多くの大学が参加する。8月の全日本大学選手権には約80校の大学がエントリーしている。
大学間の対校戦の歴史は古く、代表的なものでは早稲田大学と慶應義塾大学の対校試合である早慶レガッタがあり、隅田川の春の風物詩として、国内ローイング競技の中でも有名である。毎年4月下旬（かつては5月の大型連休明けの日曜日に開催されていた）に開催される東京大学と一橋大学の対校試合の東商戦（東商レガッタ）は2018年に第70回を迎えた伝統的なレガッタであり、2009年から2018年現在に至るまで一橋大学が10連勝中である。
日本大学、明治大学、立教大学の日立明三大学レガッタも有名である。
1991年から4月29日（現昭和の日－元みどりの日）に因んでグリーンレガッタと呼ばれる中央大学・日本体育大学・法政大学・東京経済大学の4大学対抗戦が戸田漕艇場で毎年実施されている。名古屋大学と大阪大学の対校戦である名阪戦も歴史あるレガッタであり、隔年に分かれて中川運河と浜寺漕艇場で実施されている。
1974年に第一回目の全日本大学選手権大会(通称インカレ)が開催された。1980年代半ばまでは大規模で資金力のある大学が優勢であった。中でも東京大学は男子エイト種目でインカレ連覇・全日本選手権4連覇といった輝かしい成績を残した。その東大の全日本選手権の連勝記録を1983年に止めたのが中央大学であり、2000年代初期に至るまで黄金期を築いた。中央大学の男子エイトは、1983年の全日本大学選手権及び全日本選手権の初優勝以来、全日本選手権の優勝が5回、そして全日本大学選手権での優勝は4連覇、3連覇を含む13回を数えた。この時期に中央大学を含む私立大学は、高校での競技経験者をスポーツ推薦で獲得して強化を進め、国公立大学との間に実力の差を拡大させていった。
2000年代に入ると日本大学が中央大学を抑えて台頭した。日本大学は高校ボートの最上位層をスポーツ推薦で獲得し、優秀な指導者の下で選手の強化を進め、現在では大学ボート界の中で最強チームとなった。早稲田大学は豊富な資金、積極的な広報活動、入試制度の多様化・スポーツ科学部（体育系学部）の新設を行い、2015年には男子エイトで優勝するなど大学ボート屈指の強豪校となっている。慶應義塾大学は附属高校大学と一貫した指導体制を敷き、2003年に男子エイトで優勝している。2002年に創部した仙台大学は高校ボート経験者を毎年数多く獲得し、浅い歴史ながらも強豪校に急成長した。練習メニューを各自で考えるなど自主性を重んじる伝統校の明治大学もスポーツ推薦の強化で屈指の強豪校となった。
少数精鋭の私立大学の活躍が目立つ中で、最近では大所帯で資金力のある一部の国立大学が私立大学を凌ぐ躍進を見せている。代表例は一橋大学であり、2009年以降インカレの男子エイト種目で決勝の常連校であり、2018年現在に至るまで準優勝3回、男子舵手なしペアでは3度の優勝といった好成績を収めている。

### 高校
中学校に設置されているローイング部（ボート部）が少ないので、競技を始める段階での選手間の実力差は少ないといえる。そのため優秀な指導者の存在が実力を大きく左右する。主要な大会は全国高等学校総合体育大会（インターハイ）や全国高等学校選抜ボート大会（全国選抜、3月に天竜川で開催）、国民体育大会(国体)の3つである。距離はインターハイと国体が1000メートル、全国選抜が2000メートル（地方大会には1000メートルや2000メートルのものがある）である。(2000メートルレースが国際基準のローイング競技で1000メートルレースが実施される背景には、静水直線2000メートルをとれるコースがほとんどない日本の国土事情がある。)
2001年からは、競技からスウィープ種目が消え、舵手つきクォドルプル、ダブルスカル、シングルスカルの3つのスカル種目となった。

## 主なコース
川、湖、ダムなどの中に作られたものがある一方、人工のものもある。
- 田瀬湖漕艇場（岩手県花巻市、田瀬ダム）
- アイエス総合ボートランド（宮城県登米市、長沼ダム）
- 北上川ボートコース（宮城県石巻市）
- 福島県営荻野漕艇場（福島県喜多方市）
- 三春町営ボート場（福島県田村郡三春町、三春ダム）
- 戸田漕艇場（埼玉県戸田市）
- 海の森水上競技場（東京都江東区）
- 富山県漕艇場（富山県富山市、神二ダム）
- 下諏訪ローイングパーク（長野県下諏訪町、諏訪湖）
- 河口湖漕艇場（山梨県富士河口湖町、河口湖）
- 天竜ボート場（静岡県浜松市天竜区、船明ダム）
- 長良川国際レガッタコース（岐阜県海津市）
- 岐阜県漕艇センター川辺漕艇場（岐阜県加茂郡川辺町、川辺ダム）
- 琵琶湖漕艇場（滋賀県大津市、琵琶湖）
- 浜寺漕艇場（大阪府高石市、浜寺公園）
- 加古川市立漕艇センター（兵庫県加古川市、加古川大堰）
- 芦田川漕艇場（広島県福山市、芦田川河口堰）
- 班蛇口湖漕艇場（熊本県菊池市、竜門ダム）

## 扱った作品
ノンフィクション
- デイヴィッド・ハルバースタム『栄光と狂気。 オリンピックに憑かれた男たち。』 ISBN 978-4484871332

（劇映画化『栄光と狂気』　監督/原田眞人　販売元/ポニーキャニオン 1996年 日・米・加合作）
- 山際淳司『たった一人のオリンピック』（『スローカーブを、もう一球』収録作品） ISBN 978-4041003275

小説
- 田中英光『オリンポスの果実』 ISBN 4101076014
- 敷村良子『がんばっていきまっしょい』のちに映画化、ドラマ化、劇場アニメ化
- 濱野京子『レガッタ! 水をつかむ』 講談社 2012.6（YA! ENTERTAINMENT）
- 濱野京子『レガッタ!2 風をおこす』 講談社 2013.3（YA! ENTERTAINMENT）
- 濱野京子『レガッタ!3 光をのぞむ』 講談社 2013.8（YA! ENTERTAINMENT）

漫画
- 塀内夏子『史上最低のレガッタ』
- 原秀則『レガッタ〜君といた永遠〜』のちにドラマ化
- ヨンチャン『ベストエイト』

映画
- 『いちご白書』
- 『トゥルー・ブルー』
- 『アップ・ザ・クリーク』（1984年アメリカ。日本語題『ウハウハザブーン』でも知られる）
- 『がんばっていきまっしょい』（1998年日本映画）-　※2024年にはアニメ映画も公開
- 『ソーシャル・ネットワーク』

テレビドラマ
- 『愛という名のもとに』